# Ostrów (Przemyśl)
Pour les articles homonymes, voir Ostrów.
Ostrów est une localité polonaise de la gmina et du powiat de Przemyśl en voïvodie des Basses-Carpates.